# Madalyn Murray O’Hair

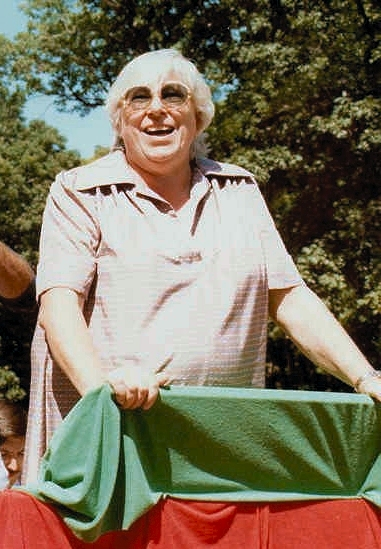
Madalyn Murray O’Hair (1983)

Madalyn Murray O’Hair (* 13. April 1919 als Madalyn Evalyn Mays in Pittsburgh, Pennsylvania; † 29. September 1995 in Austin, Texas) war eine US-amerikanische Bürgerrechtlerin. Einer breiten Öffentlichkeit wurde sie durch einen von ihr ausgetragenen Gerichtsstreit Murray v. Curlett, später Abington School District v. Schempp, vor dem Obersten Gerichtshof (Supreme Court) der Vereinigten Staaten bekannt, der die bis dahin übliche Praxis täglicher Gebete in öffentlichen Schulen der USA unterband. Sie gründete die Organisation American Atheists, die sich für die Belange von Atheisten und für die Trennung von Staat und Kirche einsetzt. Durch ihre Aktivitäten war sie sehr umstritten, und das Life Magazine nannte sie 1964 „the most hated woman in America“ (die meistgehasste Frau Amerikas).

## Leben
Murray O’Hair wurde als Tochter von John Irwin Mays und dessen Frau Lena Christina (geb. Scholle) in einem Vorort von Pittsburgh geboren. Als Kind wurde sie presbyterianisch getauft. 1941 heiratete sie John Henry Roths, trennte sich jedoch von ihm, als sie sich beide zur Armee verpflichteten, er zum United States Marine Corps, sie zum Women’s Army Corps. Sie arbeitete als Kryptografin in Italien. Dort hatte sie eine Affäre mit einem Offizier, William Joseph Murray, der jedoch als Katholik die Scheidung von seiner Ehefrau ablehnte. Aus der Affäre ging ein Sohn, William J. Murray III (genannt „Bill“), hervor, und Madalyn Mays nannte sich fortan „Madalyn Murray“.
Wieder in den Vereinigten Staaten, erwarb sie an der Ashland University den Grad B.A. Sie studierte bis 1952 am South Texas College of Law, ohne allerdings den endgültigen Abschluss und damit die Zulassung als Juristin zu erlangen. 1954 wurde ihr zweiter Sohn geboren.
1960 begann sie einen Rechtsstreit, da sie es als nicht verfassungsgemäß empfand, dass ihr Sohn Bill an Bibel-Lesungen in der Schule teilnehmen sollte. In dieser Rechtssache, später als Abington School District v. Schempp vor dem Obersten Gerichtshof gehandelt, bekam sie schließlich Recht, und Bibel-Lesungen an öffentlichen Schulen wurden als nicht verfassungsgemäß eingestuft. In den folgenden Jahren lebte Madalyn Murray mit ihren Kindern an verschiedenen Orten Amerikas und ließ sich schließlich in Austin (Texas) nieder, wo sie 1965 den Marineoffizier Richard O’Hair heiratete.
Mit ihren von Religiösen als provokant empfundenen öffentlichen Äußerungen (Zitat: „There is no God. There’s no heaven. There’s no hell. There are no angels. When you die, you go in the ground, the worms eat you.“, zu Deutsch: „Es gibt keinen Gott. Es gibt keinen Himmel. Es gibt keine Hölle. Es gibt keine Engel. Wenn man stirbt, kommt man in den Boden, und die Würmer fressen dich.“) erregte sie immer wieder Anstoß. So trat sie auch für Sexualunterricht in der Schule ein und bezeichnete sich selbst als „sexual libertarian“. In Austin gründete sie die Vereinigung American Atheists und war bis zu ihrem Tod deren Vorsitzende.
Ihr Sohn William J. Murray schloss sich 1980 der christlichen Erweckungsbewegung an. Von den Aktivitäten seiner Mutter distanziert er sich öffentlich und propagiert die Bedeutung des christlichen Glaubens.

### Entführung und Ermordung
Am 27. August 1995 verschwanden Madalyn Murray O’Hair, ihr Sohn Jon und ihre Enkeltochter Robin plötzlich in Austin, Texas. Zusätzlich wurden große Geldsummen von den Konten von American Atheists abgehoben, so dass zeitweise die Vermutung aufkam, dass die drei sich mit dem Geld abgesetzt hätten. Erst Jahre später konnte geklärt werden, dass sie Opfer eines erpresserischen Menschenraubs geworden waren. David Roland Waters, ein ehemaliger Angestellter von American Atheists, und seine Mittäter Gary Paul Karr und Danny Fry ermordeten die drei Entführungsopfer am 29. September 1995. Ihre Überreste wurden 2001 auf einer abgelegenen Ranch in Texas gefunden.

## Verfilmung
2017 produzierte und veröffentlichte Netflix unter dem Titel „Amerikas meistgehasste Frau“ einen Spielfilm über das Leben von O’Hair. Melissa Leo spielt darin die Titelrolle. Der Film ist jedoch keine vollkommen akkurate Abbildung der Ereignisse, da etwa die fälschlich vermuteten Schwarzkonten als echt dargestellt werden.